# Carebaco-Meisterschaft 1985
Die Carebaco-Meisterschaft 1985 im Badminton fand in Georgetown in Guyana statt. Es war die 13. Auflage der Titelkämpfe.

## Titelträger
| Disziplin    | Sieger                            |
| ------------ | --------------------------------- |
| Herreneinzel | Mike van Daal                     |
| Dameneinzel  | Debra O’Connor                    |
| Herrendoppel | Mike van Daal John Sno            |
| Damendoppel  | Virginia Chariandy Debra O’Connor |
| Mixed        | Mike van Daal Sherida Ramzan      |
| Team         | Trinidad und Tobago               |